# Кравчук, Екатерина Алексеевна
Екатерина Алексеевна Кравчук (1911 год, деревня Марковка, Подольская губерния, Российская империя — 1994 год, Тростянец, Тывровский район, Винницкая область, Украина) — колхозница, Герой Социалистического Труда (1948).

## Биография
Родилась в 1911 году в крестьянской семье в деревне Марковка Подольской губернии (сегодня — Тывровский район Винницкой области). Окончила школу в Марковке. Выйдя замуж, переехала с мужем в село Тростянец, где вступила в местный колхоз. Работала звеньевой полеводческого звена. После освобождения Винницкой области от фашистских захватчиков продолжила работать в колхозе.
В 1947 году полеводческое звено под руководством Екатерины Кравчук собрало 30,2 центнера пшеницы с каждого гектара посеянной площади. За доблестный труд в колхозе она была удостоена в 1948 году звания Героя Социалистического Труда.
Проживала в селе Тростянец, где скончалась в 1994 году.

## Награды
- Герой Социалистического Труда — указом Президиума Верховного Совета СССР от 16 февраля 1948 года;
- Орден Ленина (1948).